# 新加坡网络审查
在新加坡，媒体发展管理局颁布、管理并执行面向当地的网络审查机制，新加坡三家主要的互联网服务供应商（ISPs）提供的互联网服务均受到该管理局的管控，供应商们被要求封锁一些令人“极其反感”的内容，包括花花公子、YouPorn及婚外情网站Ashley Madison。新加坡教育部和大学则拥有额外的对互联网的管辖权，可以自行屏蔽含有色情、毒品和个人隐私信息在内的其它网站。

## 案例
2001年7月，新加坡在线讨论平台Sintercom的创始人陈崇骐博士（Dr Tan Chong Kee）被当时刚成立的广播管理局（如今的媒体发展管理局）要求进行网站注册。由于担心《广播管理局法例》对用户信息安全承诺的模糊性会损害用户的个人利益，陈崇骐选择将网站关闭。
2005年4月，博客主陈家浩（Chen Jiahao）及一名伊利诺伊大学厄巴纳-尚佩恩分校的学生相继关闭了包含有批评政府机构新加坡科技研究局内容的博客，并向威胁对两人提起诽谤罪诉讼的研究局局长杨烈国道歉。
2005年9月，三个人因在互联网发布带有种族歧视色彩的评论，依据煽动法令被当局逮捕。
2005年，在圣安德烈初级学院的五名学生被控于博客发布关于两位老师与副校长的“欺骗性”言论而被判处三日有期徒刑后，新加坡教师联盟宣布为遭学生在博客上“诽谤”并想对这些学生采取法律行动的教师提供法律援助。
2012年，新加坡全国职工总会会员部的一位助理指导员因其脸书上的种族歧视性言论而遭到开除。在另一起个案中，一名中国学生因发布对新加坡人的侮辱性评论而遭到罚款。
在新加坡，互联网上政治性的内容经常会受到审查。2013年，新加坡颁布了一条法律，要求该国的新闻类网站注册许可证，此举被执政人民行动党的批评者视为让异议者沉默的手段。
同年，新加坡漫画家周平易（Leslie Chew）因在其脸书主页Demon-cratic Singapore上指控政府歧视马来人而被控以煽动罪。在审讯期间，他因创作卡通形象质疑新加坡法院存在因被告的民族与政治派别而异的判决的现象而再次被控以藐视法庭罪。依照煽动罪条例规定，一经被判有罪，被告人最高可被处以3年有期徒刑及5000新加坡元罚款。然而，新加坡政府稍后撤回了指控，周平易在被释放后指他“被审问了30小时以上、被监禁在小岛上长达3个月并在此期间（不得不）申请延长保释6次”。
2015年新加坡大选期间，新加坡民主党制作的一支题为“Pappy Washing Powder”的视频被媒体发展管理局认定为政治影片而因此触犯了影片法例，从而遭到了禁播。
在其它的案例中，青少年与外籍人士是最经常被新加坡警方以在社交媒体发布贬损、冒犯、侮辱或威胁性言论为由逮捕的群体。
自由之家对关于新加坡侵犯互联网自由的案例做出了相应的自由之网报告。

## 计算机滥用与网络安全条例
计算机滥用条例（CMA）于1993年颁布，其罪行条文主要基于1990年英国的同名法例。自从条例颁布后，新加坡政府就在互联网问题上采取了更加强硬的立场。2006年通过的刑法修正案规定网民应承担“造成公共危害”的责任，从而给予当局更大的管控互联网内容的权力。2013年匿名者发起的新加坡网络攻击事件后，计算机滥用条例被更名为计算机滥用与网络安全条例。

## 反对网络审查的行动
在新加坡，人们使用突破网络审查的软件来连接被封锁的网站。洋葱路由被整合入XeroBank Browser中，也可以使用Vidalia控制洋葱路由的使用。自由网、GOMVPN也是网民使用较多的突破封锁软件。